# ポルト・リコ島政府

ポルト・リコ島政府
Insular Government of Porto Rico
（英語）
Gobierno Insular de Puerto Rico（スペイン語）

国歌: Hail, Columbia（英語）
コロンビア万歳
The Star-Spangled Banner（英語）
星条旗

ポルト・リコ島政府（ポルト・リコとうせいふ、英語: Insular Government of Porto Rico、1932年5月17日からはInsular Government of Puerto Rico）は、プエルトリコに置かれていたアメリカ合衆国の自治的・非自治的領域である。
1900年にフォラカー法が発効した際に設立され、1952年に憲法が批准されたことで、プエルトリコはアメリカの自治領となった。